# Renegade (singel ATB)
Renegade – pierwszy singel André Tannebergera z albumu Trilogy. Został wydany 13 kwietnia 2007 roku i zawiera trzy utwory oraz jeden teledysk. Piosenkę zaśpiewała brytyjska wokalistka Heather Nova.

## Lista utworów
| Nr | Tytuł                         | Długość |
| -- | ----------------------------- | ------- |
| 1. | Renegade (Airplay Mix)        | 3:58    |
| 2. | Renegade (A&T Mix)            | 10:16   |
| 3. | Renegade (Ronski Speed Remix) | 6:26    |
| 4. | Renegade (teledysk)           | 3:58    |